# Pablo Aimar
Pablo César Aimar Giordano (ur. 3 listopada 1979 w Río Cuarto) – argentyński piłkarz grający na pozycji ofensywnego pomocnika.
Od 2007 roku posiada również obywatelstwo hiszpańskie.

## Życiorys
Pablo César Aimar Giordano urodził się w Rio Cuarto jako syn Esteli i Ricardo, ma młodszego brata Andrésa, który również jest piłkarzem i siostrę Laurę.

### River Plate
Mając 15 lat, za namową kolegów z podwórkowej drużyny wyjechał do Buenos Aires i zgłosił się do River Plate, klubu, któremu kibicował od dziecka.
W pierwszym zespole River Plate zadebiutował już 11 sierpnia 1996 roku w przegranym 0:1 meczu z Colón de Santa Fe, ale regularnie występować zaczął dopiero na początku 1998. 20 lutego tego roku, w meczu z Rosario Central, zdobył pierwszego gola w zawodowej karierze. Z Javierem Saviolą i Juanem Pablo Ángelem tworzył ofensywny tercet zwany przez dziennikarzy Trzema Muszkieterami.
Wiosną 2000 roku o Aimara zaczęły się starać czołowe kluby europejskie, najpierw Chelsea FC, później także Inter Mediolan, S.S. Lazio, ACF Fiorentina i AC Parma. W lipcu do grona klubów chcących kupić Aimara dołączył FC Barcelona. Wszystkie oferty zostały odrzucone, David Pintado, prezes River Plate, żądał kwoty 25 milionów funtów.

### Valencia
Żądania finansowe argentyńskiego klubu zostały ograniczone w roku 2001. Skorzystała z tego Valencia CF, płacąc za Aimara, mającego już na koncie wyróżnienie dla najlepszego piłkarza Argentyny 2000 roku, 13,5 miliona funtów.
Miał zadebiutować w meczu z ligowym z Numancią, ale nie mógł wystąpić ze względu na zawieszenie za nadmiar żółtych kartek jeszcze z ligi argentyńskiej. Jego debiut przypadł więc na mecz Ligi Mistrzów z Manchesterem United. Po końcowym gwizdku mówił: „Nie było źle, ale muszę złapać rytm gry obowiązujący w Hiszpanii”. Po spotkaniu z Manchesterem Aimara komplementował m.in. Johan Cruijff, mówiąc: „To zawodnik kompletny [...] Sądzę, że zrewolucjonizuje europejski futbol”.
Następnym meczem Aimara był jego debiut w Primera División – w meczu z UD Las Palmas zdobył gola z rzut wolnego. W sezonie 2001/2002 wygrał z Valencią ligę hiszpańską, strzelając 4 gole w 33 meczach. Jeszcze bardziej udany był sezon 2003/2004, w którym jego klub nie tylko wygrał Primera División, ale też zdobył Puchar UEFA i Superpuchar Europy.

### Saragossa
Latem 2006 roku Aimar za 12 milionów euro odszedł do Realu Saragossa. W barwach nowej drużyny zadebiutował w przegranym 2:3 wyjazdowym meczu z Deportivo La Coruña 27 sierpnia 2006 roku. Dla klubu z Aragonii rozegrał 57 meczów, w których strzelił 5 goli.

### Benfica
17 lipca 2008 roku za 6,5 miliona euro trafił do SL Benfica. Aimar z portugalskim klubem podpisał 4-letni kontrakt. Przez pierwsze pół roku nie mógł regularnie grać przez liczne kontuzje, potem jednak stał się podstawowym zawodnikiem swojego zespołu. W kolejnym sezonie wraz z Javierem Saviolą stanowił o sile ofensywy drużyny z Lizbony. W sezonie 2010/2011 rozegrał rekordowe w swojej karierze 46 meczów.
6 lipca 2013 roku ogłosił, że odchodzi z Benfiki i dziękuje klubowi za „wspaniałe pięć lat”.

### Johor Darul Takzim
14 września 2013 roku został nowym piłkarzem Johor Darul Takzim. Z malezyjskim klubem pomocnik podpisał roczną umowę.
W nowym zespole Argentyńczyk zadebiutował sześć miesięcy po podpisaniu umowy, w wygranym 2-0 meczu z Perak FA.
Aimar odszedł z malezyjskiego klubu 21 kwietnia 2014 roku. Powodem rozstania były problemy zdrowotne zawodnika.

## Kariera reprezentacyjna
W 1995 José Néstor Pekerman powołał Aimara do składu reprezentacji Argentyny U-17 na mistrzostwa świata w tej kategorii wiekowej odbywające się w Ekwadorze. Dwa lata później znalazł się w składzie na MŚ U-20 w Chile. Tam zdobył cztery gole, pomagając swojej drużynie w zdobyciu złotego medalu i został wybrany do jedenastki najlepszych graczy turnieju. W kolejnych MŚ U-20, rozrywanych w Malezji, Argentyna – znów z Aimarem w składzie – zdobyła brązowy medal.
W dorosłej reprezentacji Argentyny zadebiutował 9 czerwca 1999 roku w zremisowanym 2:2 spotkaniu z Meksykiem. W tym samym roku jako rezerwowy pojechał na Copa América.
W ciągu swojej całej reprezentacyjnej kariery rozegrał 52 mecze, w których zdobył 8 goli.

## Sukcesy

### Klubowe
- Mistrzostwo Argentyny: 1997 (Torneo Apertura), 1998 (Torneo Apertura), 2000 (Torneo Clausura)
- Mistrzostwo Hiszpanii: 2002, 2004 (Valencia CF)
- Puchar UEFA: 2004 (Valencia CF)
- Superpuchar Europy: 2004 (Valencia CF)

### Reprezentacyjne
- Mistrzostwo Świata U-20: 1997